# Winterberg
Winterberg [ˈvɪntɛɐ̯ˌbɛʁk] – miasto w Niemczech, położone w kraju związkowym Nadrenia Północna-Westfalia, w rejencji Arnsberg, w powiecie Hochsauerland. W 2010 roku liczyło 13 566 mieszkańców.

## Współpraca
Miejscowości partnerskie:
- Breitenbach (dzielnica Leinefelde-Worbis), Turyngia - kontakty utrzymuje dzielnica Hildfeld
- Le Touquet-Paris-Plage, Francja
- Oberhof, Turyngia
- Rijssen-Holten, Niderlandy
- Rixensart, Belgia